# Smelestengelgalmug
De smelestengelgalmug (Hybolasioptera fasciata) is een muggensoort uit de familie van de galmuggen (Cecidomyiidae). De wetenschappelijke naam van de soort is voor het eerst geldig gepubliceerd in 1904 door Kieffer.